# Trichodapus subvagulus
Trichodapus subvagulus är en tvåvingeart som först beskrevs av Werner Mohrig och Nina Krivosheina 1983.  Trichodapus subvagulus ingår i släktet Trichodapus och familjen sorgmyggor. Inga underarter finns listade i Catalogue of Life.